# VI Governo Regional dos Açores

## Composição, nomeação e exoneração do VI Governo Regional dos Açores
Os membros do VI Governo Regional dos Açores:
| Cargo                                                                        | Detentor                                   | Partido | Partido | Período                                       |
| ---------------------------------------------------------------------------- | ------------------------------------------ | ------- | ------- | --------------------------------------------- |
| Presidente do Governo Regional dos Açores                                    | Alberto Romão Madruga da Costa†            |         | PPD/PSD | 20 de outubro de 1995 a 8 de novembro de 1996 |
| Secretária Regional das Finanças, Planeamento e Administração Pública        | Berta Maria Correia de Almeida Melo Cabral |         | PPD/PSD | 20 de outubro de 1995 a 8 de novembro de 1996 |
| Secretário Regional da Juventude, Emprego, Comércio, Indústria e Energia     | António José Gaspar da Silva               |         | PPD/PSD | 20 de outubro de 1995 a 8 de novembro de 1996 |
| Secretário Regional da Educação e Cultura                                    | António Bento Fraga Barcelos               |         | PPD/PSD | 20 de outubro de 1995 a 8 de novembro de 1996 |
| Secretário Regional da Saúde e Segurança Social                              | António Manuel Goulart Lemos de Menezes    |         | PPD/PSD | 20 de outubro de 1995 a 8 de novembro de 1996 |
| Secretário Regional da Agricultura e Pescas                                  | Adolfo Ribeiro Lima                        |         | PPD/PSD | 20 de outubro de 1995 a 8 de novembro de 1996 |
| Secretário Regional do Turismo e Ambiente                                    | Manuel da Silva Azevedo                    |         | PPD/PSD | 20 de outubro de 1995 a 8 de novembro de 1996 |
| Secretário Regional da Habitação, Obras Públicas, Transportes e Comunicações | Jaime Carvalho de Medeiros                 |         | PPD/PSD | 20 de outubro de 1995 a 8 de novembro de 1996 |

1. ↑  Decreto do Ministro da República n.º 2/95, de 20 de Outubro; exonerado pelo Decreto do Ministro da República n.º 1/96, de 8 de Novembro
2. 1 2 3 4 5  Decreto do Ministro da República n.º 3/95, de 20 de Outubro
3. 1 2  'Decreto do Ministro da República n.º 3/95, de 20 de Outubro